# Матчинська нохія
Ма́тчинска но́хія (тадж. Ноҳияи Мастчоҳ) — адміністративна одиниця другого порядку в складі Согдійського вілояту Таджикистану. Центр — смт Бустон, розташоване за 35 км від Худжанда.

## Географія
Нохія розташована в долині річки Сирдар'я у підніжжі гір Моголтау та Курамінського хребта, простягаючись вузькою смугою уздовж кордону з Узбекистаном. На сході межує з Гафуровською, на півдні — з Спітаменською нохіями Согдійського вілояту, на заході та півночі має кордон з Узбекистаном.

## Адміністративний поділ
Адміністративно нохія поділяється на 4 джамоати та 4 смт (Алтин-Топкан, Бустон, Куруксай, Такелі):
| Матчинська нохія (2002) |           |                 |
| Джамоат                 | Населення | Центр           |
| Авзікентський джамоат   | 10188     | смт Куруксай    |
| Матчинський джамоат     | 21576     | кишлак Матча    |
| Оббурдонський джамоат   | 23912     | кишлак Оббурдон |
| Палдорацький джамоат    | 12892     | кишлак Палдорак |

## Історія
Нохія утворена в середині XX століття як Матчинський район в складі Ленінабадської області Таджицької РСР. Після отримання Таджикистаном незалежності називається Матчинською нохією.